# Majaelrayo
Majaelrayo es un municipio y localidad española de la provincia de Guadalajara, en la comunidad autónoma de Castilla-La Mancha. El término municipal, ubicado en la comarca de la Sierra Norte, tiene una población de 57 habitantes (INE 2024). La localidad está incluida en la llamada arquitectura negra, debido a que tradicionalmente las construcciones están hechas con pizarra como material constructivo principal.

## Geografía
Ubicación
La localidad se encuentra a una altitud de 1186 m sobre el nivel del mar. En el siglo XIX se menciona cómo «en todas direcciones se encuentran montes poblados de robles, pinos, estepas y otros arbustos».
| Noroeste: El Cardoso de la Sierra | Norte: Cantalojas      | Noreste: Cantalojas           |
| Oeste: El Cardoso de la Sierra    |                        | Este: Valverde de los Arroyos |
| Suroeste: El Cardoso de la Sierra | Sur: Campillo de Ranas | Sureste: Campillo de Ranas    |

## Historia
A mediados del siglo XIX, el lugar contaba con una población censada de 442 habitantes. La localidad aparece descrita en el undécimo volumen del Diccionario geográfico-estadístico-histórico de España y sus posesiones de Ultramar de Pascual Madoz de la siguiente manera:

MAJA EL RAYO ó MAJADA EL RAYO: l. con ayunt. en la prov. de Guadalajara (10 leg.), part. jud. de Tamajon (4), aud. terr. de Madrid (16), c. g. de Castilla la Nueva, dióc. de Toledo (26): sit. en el centro de la sierra del Ocejon: su clima es muy frio, y las enfermedades mas comunes, tercianas y cuartanas: tiene 130 casas; la consistorial; escuela de instruccion primaria, frecuentada por 80 alumnos de ambos sexos, á cargo de un maestro dotado con 1,100 rs.; 3 fuentes de esquisitas aguas, que proveen al vecindario para beber y demas usos domésticos; una igl. parr. (San Juan Bautista) servida por un cura cuya plaza es de entrada y de provision en concurso, térm. confina N. Cantalojas; E. Campillo de Ranas; S. Valverde, y O. Robleluengo: el terreno bañado por el r. Jarama, es quebrado y pizarroso; en todas direcciones se encuentran montes poblados de robles, pinos, estepas y otros arbustos. caminos: los que dirigen á los pueblos limítrofes, todos de herradura y en muy mal estado por la escabrosidad del terreno. correo: se recibe y despacha en la estafeta de Cogolludo, por un encargado del ayunt. prod.: centeno, patatas, algunas legumbres, leñas de combustible y buenos pastos, con los que se mantiene ganado lanar, merino y churro y cabrío; siendo mas preferido el primero; hay caza de perdices y liebres, y en el Tajuña  [sic] se pescan esquisitas truchas. ind.: la agrícola y tres molinos harineros. comercio: esportacion de lana y algun ganado, é importacion de los art. de consumo que faltan. pobl.: 108 vec., 442 alm. cap. prod.: 1.327,000 rs. imp.: 132,700. contr.: 7,313. presupuesto municipal. 1,190 rs., se cubre por reparto vecinal.
(Madoz, 1848, pp. 29-30)

## Demografía
Majaelrayo cuenta con una población de 57 habitantes (INE 2024).
| Gráfica de evolución demográfica de Majaelrayo entre 1842 y 2021                                                    |
| |
| Población de derecho según los censos de población del INE Población de hecho según los censos de población del INE |

## Economía
Su economía históricamente se ha basado en la ganadería y en la explotación del bosque para fabricación de carbón vegetal. Ha sufrido una notable despoblación en la segunda mitad del siglo XX. En 2008 cuenta con unos pocos vecinos que residan de forma permanentemente en el lugar, parte de ellos en edad de jubilación, pero en los últimos años está recuperando población e incluso en esta fecha ya residen en el pueblo algunas parejas con varios niños pequeños.
Los principales recursos económicos actualmente son el turismo rural y la construcción, no tanto por la vivienda nueva como, sobre todo, por la rehabilitación de edificios antiguos protegidos por las instituciones de cultura por su alto valor como patrimonio histórico y cultural.